# Musée royal de Bafut
Le musée royal de Bafut, aussi connu sous le nom de musée de la chefferie de Bafut, est un musée ethnographique. Inauguré en 2006, il est situé au Cameroun dans la région du Nord-Ouest, département de la Mezam, arrondissement de Bafut. 

## Histoire

### Début et projets
Le projet de création du musée de la chefferie de Bafut, initié en 1993 par le Mfor Arumbi II, vise à préserver et à mettre en valeur le patrimoine culturel de la chefferie en conservant, restaurant et exposant des objets représentatifs de la dynastie régnante et du mode de vie traditionnel des Bafut. L'idée de créer le musée est née de la nécessité de mieux gérer les objets du palais, notamment pour des raisons de stockage et de conservation. Afin de pallier les problèmes de conservation et de stockage des objets patrimoniaux, le chef traditionnel décide de mettre en place un projet de musée. Une équipe est constituée, comprenant notamment l'archéologue Raymond N. Asombang, pour concevoir le projet. En 1994, celui-ci élabore un document de projet intitulé "The Bafut Palace Museum Project", qui définit les objectifs principaux : préserver le patrimoine culturel, améliorer l'accès aux collections, développer le tourisme culturel, encourager les initiatives similaires dans les chefferies voisines et lutter contre le vol et le trafic illicite des biens culturels. 

### Missions
Le musée a pour mission de conserver, restaurer et exposer les objets patrimoniaux représentatifs de la dynastie régnante et du mode de vie traditionnel des Bafut, afin de préserver et de valoriser le patrimoine culturel de la chefferie. Le musée vise à préserver et exposer les objets du palais, symboles de la prospérité et de la modernité du royaume sous la direction de ses chefs.

## Administration

### Financements
Le musée de Bafut est principalement financé par le Fonds européen de développement (FED), à travers le Village Community Project – Bafut Pole (VCP). Ce projet de développement communautaire, instauré à Bafut en 1982, a été mis en place pour la protection du patrimoine, notamment les objets de la chefferie. 
Plus précisément, le projet VCP s'est avéré crucial pour prendre conscience des dangers auxquels sont exposés ce patrimoine et pour mettre en place des solutions de stockage et de conservation plus appropriées. 

## Architecture et organisation de l'espace

### Architecture
Le musée de la chefferie de Bafut est hébergé dans la maison de passage, un édifice historique situé au sein de l'enceinte royale, qui accueillait jadis les hôtes de marque, et qui abrite désormais un espace muséal destiné à la préservation et à la valorisation du patrimoine culturel de la chefferie.

## Collections

### Expositions permanentes
Le musée de la chefferie Bafut retrace la civilisation des Bafut à travers ses collections diversifiées : croyances ancestrales, costumes traditionnels, histoire et mode de vie. Il présente une synthèse de l'histoire du peuple Bafut en tant qu'entité étatique sur plus de 600 ans.
Il est composé de plusieurs sections thématiques. L'entrée est mise en valeur par une exposition de tenues traditionnelles ancestrales dans une buanderie reconstituée. Des statuettes féminines illustrent le rôle important de la femme dans la société Bafut précoloniale. Un portrait de la princesse, fondatrice du site actuel du palais royal, est également exposé.
La section supérieure du musée est divisée en plusieurs espaces. Une chambre reconstituée présente les objets quotidiens des reines, notamment des outils agricoles, des ustensiles de cuisine et des objets domestiques. Une autre section retrace l'histoire de la résistance Bafut face à la colonisation allemande, avec des armes à feu occidentales et des armes traditionnelles Bafut, telles que des arcs et des flèches.
D'autres sections du musée présentent la chambre du roi avec son mobilier, des statues de veuves de la cour et des animaux symboles de la puissance royale. Une salle est consacrée aux objets liés à l'esclavage, tandis qu'une statue de femme portant un trône symbolise les vertus féminines et leur importance dans la culture Bafut. Cette statue, réalisée il y a plus de 400 ans, est un témoignage de la richesse culturelle du peuple Bafut.

## Boutique artisanale

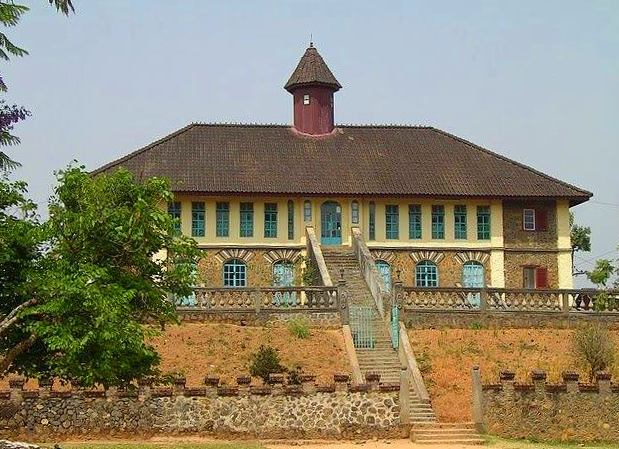
musée de Bafut.